# Пистарини, Паскуаль Анхель
Паскуа́ль А́нхель Пистари́ни (исп. Pascual Pistarini, 6 октября 1915, Рио-Куарто (город), провинция Кордова, Аргентина — 6 октября 1999, Буэнос-Айрес, Аргентина) — аргентинский военачальник. Командующий аргентинской армии с ноября 1965 года по декабрь 1966 года. Вошёл в состав военный хунты, которая 28 июня 1966 свергла президента Артуро Умберто Ильиа.

## Биография
Окончил среднюю школу в 1932 году. На будущий год поступил в Национальный военный колледж, который окончил в 1936 году в звании второго лейтенанта кавалерии.
Во время восстания против правительства Хуана Доминго Перона в сентябре 1955 года подполковник Паскуаль Пистарини был призван, чтобы подавить восстание в Пуэрто-Бельграно. После свержения режима Перона ему было предъявлено обвинение, но оно будет снято, так как станет понятным, что он лишь выполнял приказ вышестоящего командования.
С 1963 по ноябрь 1965 года в звании бригадного генерала занимал должность начальника 4-й кавалерийской дивизии, Института социальной работы и 3-й кавалерийской дивизии, затем был повышен до генерал-майора командующим I корпуса и членом совета официальных оценок. 25 ноября 1965 года он был повышен до генерал-лейтенанта и назначен главнокомандующим армии президентом Артуро Ильиа после выхода на пенсию генерал-лейтенанта Хуана Карлоса Онганиа.

## Выступление в день аргентинской армии
За время службы выражал недовольство управлением страной президентом Артуро Ильиа, а 29 мая 1966 года во время празднования годовщины аргентинской армии на площади Сан-Мартин в присутствии Ильиа произнёс следующую речь:
«В любом государстве, где отсутствует свобода, не предлагают мужчинам возможность достичь минимального трансцендентной судьбы». «Есть люди и интересы партий или фракций, которые указывают направления в учреждение, Республики собрались, чтобы гарантировать своё существование».

## Аргентинская революция
В 1962 году борьба за власть между двумя основными политическими группировками в армейской среде — «Асулес» (синие) и «Колорадос» (красные), приобрела вооружённый характер. В 1963 произошло восстание на флоте.
Паскуаль Пистарини вместе с Хуаном Карлосом Онганиа и Хулио Родольфо Альсогарай были главными лидерами «Аргентинской революции».